# Dašice

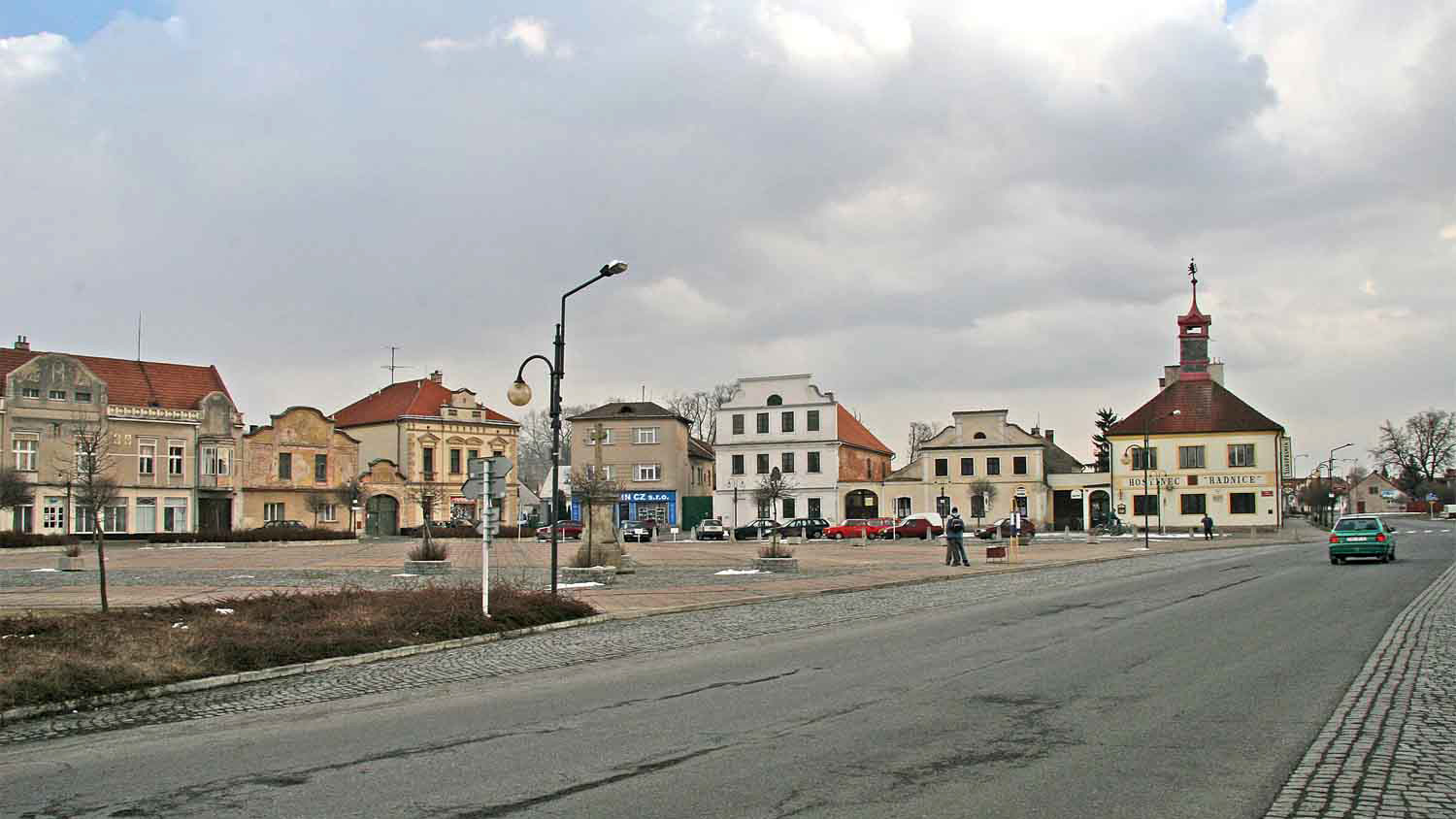
Dašice

Dašice − miasto w Czechach, w kraju pardubickim. Według danych z 31 grudnia 2003 powierzchnia miasta wynosiła 1 773 ha, a liczba jego mieszkańców 1 797 osób.

## Demografia
| Rok             | 1970  | 1980  | 1991  | 2001  | 2003  |
| --------------- | ----- | ----- | ----- | ----- | ----- |
| Liczba ludności | 1 961 | 1 872 | 1 764 | 1 750 | 1 797 |

Źródło: Czeski Urząd Statystyczny